# Akira Matsunaga (football, 1914)
 (décembre 2021).
Si vous disposez d'ouvrages ou d'articles de référence ou si vous connaissez des sites web de qualité traitant du thème abordé ici, merci de compléter l'article en donnant les références utiles à sa vérifiabilité et en les liant à la section « Notes et références ».
Pour les articles homonymes, voir Akira Matsunaga et Matsunaga.
Akira Matsunaga (松永行, Matsunaga Akira), né le 21 septembre 1914, à Yaizu, dans la préfecture de Shizuoka, au Japon, et mort le 20 janvier 1943, est un footballeur japonais des années 1930. 

## Biographie
Akira Matsunaga participa aux Jeux olympiques de 1936, à Berlin. Il fut titulaire contre la Suède, inscrivant le but de la victoire à la 85e minute (3-2) et contre l'Italie. Le Japon fut éliminé en quarts. Ces deux matchs furent les seules sélections de ce joueur avec le Japon. 
Mobilisé par le pouvoir nippon, il devient soldat pendant la Seconde Guerre mondiale et fut tué en 1942, pendant la bataille de Guadalcanal. 
Il est le frère du footballeur Nobuo Matsunaga.